# Comunitat de comunes de la Val d'Ille
La Comunitat de comunes de la Val d'Ille (en bretó Kumuniezh kumunioù Traoñ an Il) és una estructura intercomunal francesa, situada al departament de l'Ille i Vilaine a la regió Bretanya, al País de Rennes. Té una extensió de 137,97 kilòmetres quadrats i una població de 18.132 habitants (2009).

## Composició
Agrupa 10 comunes :
- Guipel
- Langouët
- Melesse
- La Mézière
- Montreuil-le-Gast
- Saint-Germain-sur-Ille
- Saint-Gondran
- Saint-Médard-sur-Ille
- Saint-Symphorien
- Vignoc

## Administració
| Data d'elecció                             | Identitat           | Partit     | Qualitat |
| ------------------------------------------ | ------------------- | ---------- | -------- |
| 1993-2008                                  | Jean-Louis Tourenne | (PS)       |          |
| 2008-                                      | Daniel Cueff        | Ecologista |          |
| Les dades anteriores no són pas conegudes. |                     |            |          |
|                                            |                     |            |          |